# 교육용 게임
교육용 게임이란 동기 유발과 자발성을 이끌어내기에 유용한 게임의 특성을 이용하여, 사용자가 여러 가지 교육적 효과를 거둘 수 있도록 의도적으로 설계한 게임을 말한다. 모든 유형의 게임이 교육 환경에서 사용될 수 있지만, 교육용 게임은 사람들이 특정 주제에 대해 배우고, 개념을 확장하고, 발달을 강화하고, 역사적 사건이나 문화를 이해하거나, 기술을 배우는 데 도움을 주기 위해 고안된 게임이다. 게임 유형에는 보드, 카드, 비디오 게임이 포함된다.
교육자, 정부 및 부모가 게임이 학습에 미치는 심리적 필요성과 이점을 인식함에 따라 이 교육 도구가 주류가 되었다. 게임은 목표, 규칙, 적응, 문제 해결, 상호 작용 등을 모두 이야기로 표현하는 대화형 놀이이다. 학습이 진행되는 동안 게임 자체에서 즐거움, 열정적인 참여, 구조, 동기 부여, 자아 만족, 아드레날린, 창의성, 사회적 상호 작용 및 감정을 제공함으로써 학습에 대한 근본적인 욕구를 충족시킨다.

## 같이 보기
- 게임 중심 학습